# Сборная Узбекистана по пляжному футболу
Сборная Узбекистана по пляжному футболу (узб. Oʻzbekiston milliy sohil futboli terma jamoasi) — национальная команда, которая представляет Узбекистан на международных соревновательных дисциплинах по пляжному футболу. Управляется Футбольной ассоциацией Узбекистана.
Узбекистан никогда не участвовал в розыгрышах чемпионатов мира. По состоянию на май 2024 года сборная Узбекистана в мировом рейтинге пляжного футбола занимает 80 место.

## История
Первый в истории чемпионат Узбекистана по пляжному футболу прошёл летом 2008 года. К тому моменту в стране имелась лишь один площадка для занятия этим видом спорта (в городе Карши). Сборная Узбекистана по пляжному футболу впервые дебютировала на международных соревнованиях в мае 2008 года в рамках Кубка Азии. Узбеки проиграли в двух матчах группового этапа против ОАЭ (2:6) и Китаю (3:4), после чего покинули турнир. Следующим соревнованием для команды под руководством тренера Аваза Муталова стали Азиатские пляжные игры в Индонезию, состоявшиеся в октябре того же года. Узбекистан сумел выйти в четвертьфинал, но уступил там Оману (1:7).
Впоследствии Узбекистан ещё пять раз играл на Кубке Азии, но ни разу не преодолевал стадию 1/4 финала. На Азиатских играх 2016 года команда вновь дошла до 1/4, однако на этот раз уступила Афганистану (4:9).
По состоянию на декабрь 2016 года Узбекистан в рейтинге пляжного футбола занимал 10 место в Азии и 47 в мире.
В октябре 2017 года была расформирована Ассоциация пляжного футбола Узбекистана, а вопросы организации соревнований по пляжному футболу взяла на себя Футбольная ассоциация Узбекистана.
В январе 2023 года Узбекистан провёл две товарищеские игры с Белоруссией, завершившиеся поражением со счётом 0:13 и 2:10. Узбекистан был также приглашён на Игры стран СНГ в Минске в августе 2023 года. Команда проиграла во всех трёх матчах группы — Оману (1:13), России (0:15) и Египту (3:7), а в утешительном плей-офф — Азербайджану (2:3) и ОАЭ (2:10). Заняв таким образом последнее 8 место.

## Статистика

### Кубок Азии
| Год   | Место          | И              | В              | П              | ГЗ             | ГП             | РМ             |
| ----- | -------------- | -------------- | -------------- | -------------- | -------------- | -------------- | -------------- |
| 2006  | Не участвовала | Не участвовала | Не участвовала | Не участвовала | Не участвовала | Не участвовала | Не участвовала |
| 2007  | Не участвовала | Не участвовала | Не участвовала | Не участвовала | Не участвовала | Не участвовала | Не участвовала |
| 2008  | 5 место        | 2              | 0              | 2              | 5              | 10             | -5             |
| 2009  | 6 место        | 2              | 0              | 2              | 4              | 7              | -3             |
| 2011  | 7 место        | 4              | 1              | 3              | 14             | 14             | 0              |
| 2013  | 14 место       | 5              | 1              | 4              | 23             | 27             | -4             |
| 2015  | 8 место        | 5              | 2              | 3              | 18             | 19             | -1             |
| 2017  | Не участвовала | Не участвовала | Не участвовала | Не участвовала | Не участвовала | Не участвовала | Не участвовала |
| 2019  | Не участвовала | Не участвовала | Не участвовала | Не участвовала | Не участвовала | Не участвовала | Не участвовала |
| 2023  | 5-16 места     | 3              | 1              | 2              | 8              | 17             | -9             |
| Всего | 6/10           | 21             | 5              | 16             | 72             | 94             | -22            |

### Азиатские игры
| Год   | Раунд или место | И              | В              | П              | ГЗ             | ГП             | РМ             | О              |
| ----- | --------------- | -------------- | -------------- | -------------- | -------------- | -------------- | -------------- | -------------- |
| 2008  | 1/4 финала      | 4              | 3              | 1              | 18             | 13             | +5             | 9              |
| 2010  | Раунд 1         | 3              | 1              | 2              | 12             | 12             | 0              | 3              |
| 2012  | не участвовала  | не участвовала | не участвовала | не участвовала | не участвовала | не участвовала | не участвовала | не участвовала |
| 2014  | 6 место         | 5              | 2              | 3              | 17             | 24             | -7             | 6              |
| 2016  | 1/4 финала      | 2              | 1              | 1              | 7              | 12             | -5             | 1              |
| Всего | 4/5             | 14             | 6              | 7              | 54             | 61             | -7             | 19             |